# Helge å
Helge å (lub Helgeå, Helgeån) – rzeka w południowej Szwecji o długości ok. 190 km, uchodząca do Hanöbukten na wschodnim wybrzeżu Skanii. Powierzchnia jej dorzecza, obejmującego obszar południowej części Smalandii i północno-wschodnią część Skanii, wynosi 4 748,9 km².

## Przebieg rzeki
Źródła rzeki Helge å znajdują się ok. 160 m n.p.m. w południowej części Smalandii, skąd poprzez tamtejsze jeziora, m.in. jezioro Möckeln w pobliżu Älmhult, płynie na południe poprzez obszar Göinge w kierunku Kristianstadu. Helge å przepływa na zachód od centrum Kristianstad, wpływając do jeziora Hammarsjön i płynąc dalej na południe w kierunku miejscowości Yngsjö. Niedaleko ujścia do Hanöbukten rzeka rozgałęzia się. Jej północna odnoga, Graften (12 km długości), uchodzi w Åhus, główna, której ujście nazywane jest Gropahålet, w okolicy Nyehusen, kilka km na południe od Åhus.

## Główne dopływy
- prawe: Almaån, Vinnö å, Vramsån, Forsakarsbäcken
- lewe: Klingaån, Bivarödsån.

## Miejscowości położone nad Helge å
Delary, Osby, Östanå, Broby, Knislinge, Hanaskog, Torsebro, Kristianstad, Yngsjö, Åhus.

## Zagospodarowanie
Rzeka wykorzystywana jest m.in. do produkcji energii elektrycznej. Wzdłuż jej biegu zlokalizowanych jest 19 elektrowni wodnych o łącznej mocy 33,1 MW. W ciągu roku produkują one około 128,7 GWh energii.